# Kransnålalge-sø
En Kransnålalge-sø er en kalkrig sø kendetegnet ved, at der vokser kransnålalger på bunden.
Kransnålalge-sø er en betegnelse for en naturtype i Natura 2000-netværket, med nummeret 3140.

## Plantevækst
Kransnålalger (Chara spp. og Nitella spp.). (karakterarter)

## Geografisk udbredelse
Eksempler på denne type vandhuller og søer er Nors Sø i Thy, Nipgård Sø i Midtjylland, Tissø i Vestsjælland og Gentofte Sø ved København.